# Frank Fredericks
Pour les articles homonymes, voir Fredericks (homonymie).
Frank Fredericks, dit Frankie Fredericks, né le 2 octobre 1967 à Windhoek, est un athlète namibien, spécialiste des épreuves de sprint. Il est le seul athlète namibien de l'histoire à avoir remporté un titre de champion du monde, sur 200 mètres à Stuttgart en 1993.
Il compte également à son palmarès un titre de champion du monde en salle, trois titres de champion d'Afrique et deux titres lors des Jeux du Commonwealth et des Jeux africains. Longtemps seul sportif namibien à avoir remporté une médaille olympique (jusqu'à la médaille d'argent de Christine Mboma aux JO de Tokyo 2020), il est double vice-champion olympique à la fois sur 100 mètres et 200 mètres, en 1992 à Barcelone puis en 1996 à Atlanta.
Il est l'actuel détenteur du record du monde en salle du 200 m en 19 s 92 et a détenu par ailleurs le record d'Afrique du 200 m en 19 s 68 de 1996 à 2023. Lors de sa carrière sportive, il réalise 27 fois un temps inférieur à 10 secondes sur 100 m et 24 fois un temps inférieur à 20 secondes sur 200 m.
Il est membre du Comité international olympique depuis 2012. Il est président de la commission d'évaluation pour les Jeux olympiques de 2024, dont il démissionne le 6 mars 2017 à la suite de soupçons de corruption.

## Carrière

### Débuts
Frankie Fredericks naît le 2 octobre 1967 dans une township de Windhoek, en Namibie et est élevé par sa mère. Ses études primaires se déroulent à la St Andrew's School, première école non raciale de Windhoek crée par Richardene Kloppers et son mari. Il pratique le football durant son enfance, et se consacre à l'athlétisme dès son adolescence. Après ses études, il intègre la Rossing Uranium Limited, société sudafricaine d'uranium de Windhoek, où il est chargé du marketing. Dans le cadre d'un partenariat entre son entreprise et l'université de l'Utah, il obtient une bourse d'études et décide de s'installer à Provo, aux États-Unis et poursuivre son cursus universitaire afin de compléter son Master. Entraîné par Willard Hirschl, il poursuit sa carrière d'athlète en remportant rapidement plusieurs titres NCAA en sprint. Il réalise successivement 20 s 08 puis 19 s 90 (avec vent favorable) en 1991. Fredericks obtient la nationalité namibienne peu après l'indépendance de son pays en mars 1991, et peut désormais participer aux différents championnats internationaux, l'Afrique du Sud étant bannie de toute compétition par les instances sportives internationales en raison de sa politique d'apartheid.

### Premiers podiums, titre mondial
Double vainqueur des Jeux panafricains disputés au Caire en Égypte, il remporte sa première médaille en grand championnat à l'occasion des Mondiaux de Tokyo en prenant la deuxième place de la finale du 200 m, derrière l'Américain Michael Johnson. Quelques jours plus tôt, le Namibien terminait 5e de la finale du 100 m en établissant un nouveau record d'Afrique en 9 s 95. Lors des Jeux olympiques d'été de 1992 à Barcelone, Fredericks remporte deux nouvelles médailles d'argent et devient à cette occasion le premier sportif namibien de l'histoire à accéder à un podium olympique. Devancé par le Britannique Linford Christie sur 100 m, puis par l'Américain Mike Marsh sur 200 m, il réalise néanmoins ses meilleures performances de l'année sur ces deux épreuves (10 s 02 et 20 s 13). Après les Jeux, il améliore à nouveau son record personnel du 200 m en signant le temps de 19 s 97 lors du Meeting de Zurich, le 19 août 1992. Par ailleurs, il domine à trois reprises Mike Marsh dans les épreuves du Grand Prix.
En début d'année 1993, l'athlète namibien décroche la médaille d'argent du 60 mètres lors des Mondiaux en salle de Toronto, s'inclinant d'un centième de seconde face au Canadien Bruny Surin. Le 20 août 1993, aux Championnats du monde en plein air de Stuttgart, il remporte le titre du 200 m en établissant un nouveau record d'Afrique assorti d'un nouveau record des Championnats. Distancé à la mi-course par John Regis et Carl Lewis, il parvient dans les cinquante derniers mètres de course à remonter tous ses adversaires et à s'imposer sur la ligne avec le temps de 19 s 85, devenant le premier athlète namibien couronné au niveau mondial. Il conclut la saison 1993 en s'imposant en finale du Grand Prix à Londres. L'année suivante, Fredericks maintient son état de forme en réalisant à plusieurs reprises 19 s 97, et obtient deux médailles lors des Jeux du Commonwealth 1994 tenus à Victoria, l'or sur 200 m et le bronze sur 100 m. En fin de saison, il se classe deuxième de la Coupe du monde des nations à Londres, derrière John Regis. Il commence la saison 1995 en terminant à un centième de seconde de Linford Christie, vainqueur du Meeting de Liévin avec un nouveau record du monde du 200 m en salle (20 s 25). En août, lors des Championnats du monde de Göteborg, le Namibien remporte une nouvelle médaille d'argent sur 200 m, course aisément remportée par Michael Johnson (19 s 79), et termine au pied du podium de la finale du 100 m.

### Éternel second
Frankie Fredericks réalise ses meilleures performances chronométriques durant l'année 1996. Le 3 juillet, il remporte l'épreuve du 100 m du Meeting de Lausanne en 9 s 86, soit le meilleur temps de sa carrière sur l'épreuve-reine. Deux jours plus tard, au Meeting d'Oslo, il crée la surprise en dominant sur 200 m Michael Johnson de trois centièmes de secondes, mettant un terme à une série de 21 victoires consécutives de l'Américain sur la distance. Il établit sa meilleure performance quelques jours plus tard, en finale des Jeux olympiques d'Atlanta, en réalisant le 3e temps de l'histoire en 19 s 68, mais est cependant largement devancé par Johnson qui bat son propre record du monde en 19 s 32. Le Namibien subit un deuxième revers lors de ces Jeux en remportant une nouvelle médaille d'argent en finale du 100 m, malgré son statut de favori. La course est remportée par le Canadien Donovan Bailey qui signe en 9 s 84 un nouveau record du monde, Frederick est 2e en 9 s 89, Ato Boldon 3e en 9 s 90. Fredericks maintient son niveau de forme en 1997 en réalisant 9 s 90 sur le 100 m du Mémorial Van Damme de Bruxelles. Au cours des Championnats du monde d'Athènes, il termine au pied du podium du 100 m (9 s 95) en ratant la médaille de bronze pour un centième de seconde, et remporte une nouvelle médaille d'argent sur 200 m (20 s 23) après avoir subi la loi de Michael Johnson. Il se console en fin d'année en s'imposant lors de la finale du Grand Prix IAAF à Fukuoka.
Auteur d'un prometteur 9 s 93 sur 100 m lors du Meeting d'Athènes en juin 1998, Fredericks est devancé aux championnats d'Afrique 1998 à Dakar par le Nigérian Seun Ogunkoya qui bat le record des championnats en 9 s 94 alors que le Namibien se contente de la médaille d'argent dans un temps de 9 s 97. Fredericks est à nouveau devancé en septembre par Ato Boldon durant les Jeux du Commonwealth de Kuala Lumpur, mais réalise en 9 s 96 sa meilleure performance de l'année sur la distance. Victorieux du 100 m de la Finale du Grand Prix à Moscou, il remporte par ailleurs, avec l'équipe d'Afrique, la Coupe du monde des nations à Johannesbourg en signant le temps de 19 s 97 sur 200 m. En début d'année 1999, il s'adjuge la médaille d'or du 200 m des Championnats du monde en salle de Maebashi, devançant Obadele Thompson d'un centième de seconde. Il réalise plus tard dans la saison 19 s 87 lors du Meeting d'Osaka, mais ne peut défendre ses chances aux Mondiaux de Séville pour blessure. Il est éliminé au stade des demi-finales. Opéré du tendon d’Achille en 2000, le Namibien est ensuite handicapé par des problèmes dorsaux et une nouvelle blessure au pied. Il est contraint de déclarer forfait pour les Jeux olympiques de Sydney en 2000 et les Mondiaux d'Edmonton en 2001.

### Fin de carrière
Il fait son retour à la compétition en début d'année 2002 et réalise 9 s 94 sur le 100 m du meeting de Windhoek, puis 19 s 99 sur le 200 m du meeting de Rome. En juillet, il remporte en 20 s 06 le titre du 200 m des Jeux du Commonwealth tenus à Manchester, et réalise le doublé 100/200 m aux Championnats d'Afrique de Tunis quelques jours plus tard. En 2003, il se qualifie pour la finale du 200 m des Mondiaux de Paris, mais ne prend que la septième place en 20 s 47, loin de sa meilleure performance de l'année de 20 s 23 réalisée à Villeneuve-d'Ascq deux mois plus tôt. Décidant de mettre un terme à sa carrière d'athlète à l'issue de la saison 2004, il participe à ses troisièmes Jeux olympiques mais doit se contenter d'une quatrième place en finale du 200 m (20 s 14) derrière les trois Américains Shawn Crawford, Bernard Williams et Justin Gatlin, et d'une élimination en quart de finale de l'épreuve du 100 m. En fin de saison, il prend la deuxième place de la finale mondiale de l'athlétisme à Monaco.

## Retraite et reconversion
Frank Fredericks est élu au sein du Comité international olympique en 2004. Chargé de l'évaluation des différents sites pour les Jeux olympiques d'été de 2012, il est ensuite coordonnateur des Jeux de Londres et Président de la commission des athlètes en remplacement de Sergueï Bubka.
Il est également membre du club des Champions de la Paix, un collectif d'athlètes de haut niveau créé par Peace and Sport, organisation internationale basée à Monaco et œuvrant pour la construction d'une paix durable grâce au sport.
Étant chargé de l'évaluation des sites olympiques, les médias pointent une possible corruption pour l'attribution des Jeux à Rio de Janeiro en 2016, qui correspond à un versement de près de 300 000 dollars via une société offshore le jour de l’obtention des JO par Rio. Ce qui l'oblige à se mettre en retrait du CIO et de l'IAAF.

## Palmarès
| Date | Compétition                                 | Lieu              | Résultat | Épreuve   | Temps   |
| ---- | ------------------------------------------- | ----------------- | -------- | --------- | ------- |
| 1991 | Jeux africains                              | Le Caire          | 1er      | 100 m     | 10 s 18 |
| 1991 | Jeux africains                              | Le Caire          | 1er      | 200 m     | 20 s 28 |
| 1991 | Championnats du monde                       | Tokyo             | 2e       | 200 m     | 20 s 34 |
| 1992 | Jeux olympiques                             | Barcelone         | 2e       | 100 m     | 10 s 02 |
| 1992 | Jeux olympiques                             | Barcelone         | 2e       | 200 m     | 20 s 13 |
| 1993 | Championnats du monde en salle              | Toronto           | 2e       | 60 m      | 6 s 51  |
| 1993 | Championnats du monde                       | Stuttgart         | 1er      | 200 m     | 19 s 85 |
| 1994 | Jeux du Commonwealth                        | Victoria          | 3e       | 100 m     | 10 s 06 |
| 1994 | Jeux du Commonwealth                        | Victoria          | 1er      | 200 m     | 19 s 97 |
| 1994 | Goodwill Games                              | Saint-Pétersbourg | 2e       | 200 m     | 20 s 17 |
| 1994 | Coupe du monde des nations                  | Londres           | 2e       | 200 m     | 20 s 55 |
| 1995 | Championnats du monde                       | Göteborg          | 4e       | 100 m     | 10 s 07 |
| 1995 | Championnats du monde                       | Göteborg          | 2e       | 200 m     | 20 s 12 |
| 1995 | Finale du Grand Prix                        | Monaco            | 2e       | 200 m     | 20 s 21 |
| 1996 | Jeux olympiques                             | Atlanta           | 2e       | 100 m     | 9 s 89  |
| 1996 | Jeux olympiques                             | Atlanta           | 2e       | 200 m     | 19 s 68 |
| 1997 | Championnats du monde                       | Athènes           | 4e       | 100 m     | 9 s 95  |
| 1997 | Championnats du monde                       | Athènes           | 2e       | 200 m     | 20 s 23 |
| 1997 | Finale du Grand Prix                        | Fukuoka           | 1er      | 200 m     | 19 s 81 |
| 1998 | Jeux du Commonwealth                        | Kuala Lumpur      | 2e       | 100 m     | 9 s 96  |
| 1998 | Championnats d'Afrique                      | Dakar             | 2e       | 100 m     | 9 s 97  |
| 1998 | Championnats d'Afrique                      | Dakar             | 1er      | 200 m     | 19 s 99 |
| 1998 | Coupe du monde des nations                  | Johannesbourg     | 1er      | 200 m     | 19 s 97 |
| 1998 | Coupe du monde des nations                  | Johannesbourg     | 3e       | 4 × 100 m | 38 s 29 |
| 1999 | Championnats du monde en salle              | Maebashi          | 1er      | 200 m     | 20 s 10 |
| 1999 | Jeux africains                              | Johannesbourg     | 3e       | 100 m     | 10 s 10 |
| 1999 | Jeux africains                              | Johannesbourg     | 3e       | 4 x 100 m | 39 s 52 |
| 2002 | Jeux du Commonwealth                        | Manchester        | 1er      | 200 m     | 20 s 06 |
| 2002 | Championnats d'Afrique                      | Tunis             | 1er      | 100 m     | 9 s 93  |
| 2002 | Championnats d'Afrique                      | Tunis             | 1er      | 200 m     | 20 s 10 |
| 2002 | Coupe du monde des nations                  | Madrid            | 2e       | 200 m     | 20 s 20 |
| 2002 | Coupe du monde des nations                  | Madrid            | 3e       | 4 × 100 m | 38 s 63 |
| 2003 | Championnats du monde                       | Paris             | 7e       | 200 m     | 20 s 47 |
| 2003 | Jeux africains                              | Abuja             | 2e       | 200 m     | 20 s 43 |
| 2003 | Athlétisme aux Jeux afro-asiatiques de 2003 | Hyderabad         | 1er      | 200 m     | 20 s 57 |
| 2004 | Jeux olympiques                             | Athènes           | 4e       | 200 m     | 20 s 14 |
| 2004 | Finale mondiale de l'athlétisme             | Monaco            | 2e       | 200 m     | 20 s 31 |

## Records

### Records personnels
| Épreuve | Temps   | Vent      | Lieu     | Évènement       | Date           |
| ------- | ------- | --------- | -------- | --------------- | -------------- |
| 100 m   | 9 s 86  | - 0,4 m/s | Lausanne | Athletissima    | 3 juillet 1996 |
| 200 m   | 19 s 68 | + 0,4 m/s | Atlanta  | Jeux olympiques | 1er août 1996  |

| Épreuve | Temps   | Lieu    | Évènement                   | Date            |
| ------- | ------- | ------- | --------------------------- | --------------- |
| 60 m    | 6 s 51  | Toronto | Meeting en salle de Toronto | 12 mars 1993    |
| 200 m   | 19 s 92 | Liévin  | Meeting du Pas-de-Calais    | 18 février 1996 |

### Meilleures performances
Frankie Fredericks est descendu, durant sa carrière, 27 fois sous les 10 secondes au 100 mètres, et a réalisé 24 chronomètres inférieurs à 20 secondes sur 200 m. La mention "A" indique que la performance a été réalisée en altitude.
| Temps    | Vent | Date       | Lieu              |
| -------- | ---- | ---------- | ----------------- |
| 9 s 86   | -0,4 | 03/07/1996 | Lausanne          |
| 9 s 87   | 1,9  | 25/06/1996 | Helsinki          |
| 9 s 89   | 0,7  | 27/07/1996 | Atlanta           |
| 9 s 90   | 0,2  | 22/08/1997 | Bruxelles         |
| 9 s 91   | 1,0  | 02/07/1997 | Lausanne          |
| 9 s 93   | 1,1  | 26/07/1996 | Atlanta           |
| 9 s 93   | 0,5  | 03/08/1997 | Athènes           |
| 9 s 93   | -0,4 | 17/06/1998 | Athènes           |
| 9 s 94   | -0,5 | 27/07/1996 | Atlanta           |
| 9 s 94   | 1,3  | 20/02/1999 | Sydney            |
| 9 s 94 A | -0,2 | 13/04/2002 | Windhoek          |
| 9 s 95   | 1,2  | 25/08/1991 | Tokyo             |
| 9 s 95   | 1,1  | 03/06/1996 | Saint-Denis       |
| 9 s 95   | 0,7  | 29/06/1997 | Villeneuve-d'Ascq |
| 9 s 95   | 0,2  | 03/08/1997 | Athènes           |
| 9 s 95   | 0,2  | 09/07/1998 | Oslo              |
| 9 s 96 A | 0,4  | 27/03/1998 | Johannesbourg     |
| 9 s 96   | -0,1 | 17/09/1998 | Kuala Lumpur      |
| 9 s 97   | 1,2  | 19/09/1997 | Kingston          |
| 9 s 97   | 2,0  | 17/06/1998 | Athènes           |
| 9 s 97   | 0,0  | 14/07/1998 | Rome              |
| 9 s 97   | 0,1  | 19/08/1998 | Dakar             |
| 9 s 98   | -0,7 | 13/08/1997 | Zurich            |
| 9 s 98   | 0,0  | 17/09/1998 | Kuala Lumpur      |
| 9 s 99   | 1,0  | 25/05/1996 | Villeneuve-d'Ascq |
| 9 s 99   | 0,5  | 02/08/1997 | Athènes           |
| 9 s 99   | 0,3  | 26/08/1997 | Berlin            |

| Temps     | Vent | Date       | Lieu          |
| --------- | ---- | ---------- | ------------- |
| 19 s 68   | 0,4  | 01/08/1996 | Atlanta       |
| 19 s 81   | 0,3  | 13/09/1997 | Fukuoka       |
| 19 s 82   | 1,1  | 05/07/1996 | Oslo          |
| 19 s 85   | 0,3  | 20/08/1993 | Stuttgart     |
| 19 s 87   | -1,2 | 08/05/1999 | Osaka         |
| 19 s 90   | 0,4  | 10/05/1997 | Osaka         |
| 19 s 92   | -0,2 | 23/08/1996 | Bruxelles     |
| 19 s 92   | 1,6  | 25/02/1999 | Melbourne     |
| 19 s 93 A | 0,0  | 24/09/1995 | Johannesbourg |
| 19 s 93   | 0,7  | 13/07/1997 | Stuttgart     |
| 19 s 93   | 0,5  | 16/08/1997 | Monaco        |
| 19 s 93   | 0,2  | 04/08/1999 | Monaco        |
| 19 s 95   | -0,2 | 28/06/1996 | Paris         |
| 19 s 96   | 0,8  | 05/09/1993 | Rieti         |
| 19 s 96   | 0,7  | 05/06/1996 | Rome          |
| 19 s 96   | 2,0  | 12/06/1996 | Duisbourg     |
| 19 s 97   | -1,0 | 19/08/1992 | Zurich        |
| 19 s 97 A | 1,8  | 31/07/1994 | Sestriere     |
| 19 s 97   | 1,5  | 26/08/1994 | Victoria      |
| 19 s 97   | 0,5  | 30/08/1996 | Berlin        |
| 19 s 97 A | 1,3  | 13/09/1998 | Johannesbourg |
| 19 s 98   | 0,1  | 01/08/1996 | Atlanta       |
| 19 s 99   | -0,9 | 22/08/1998 | Dakar         |
| 19 s 99   | 0,6  | 12/07/2002 | Rome          |